# Campylocheta abdominalis
Campylocheta abdominalis là một loài ruồi trong họ Tachinidae.